# Jules Massenet
Jules  Émile Frédéric Massenet, född 12 maj 1842 i Montaud (numera en stadsdel i Saint-Étienne), död 13 augusti 1912 i Paris, var en fransk kompositör, främst av operor.

## Biografi
Massenet gjorde snabb karriär i Paris. Han började som pianist och vann som sjuttonåring första pris i musikkonservatoriets pianoklass. Därefter satsade han på komposition. När han erhållit stora Rompriset för sin kantat David Rizzio 1863 fick han möjlighet att studera utomlands, bland annat i Italien i tre år.
Vid återkomsten fick han en opéra comique La grand' tante uppförd, men de följande åren ägnades främst åt orkester- och oratoriemusik och skapade det dramatiska oratoriet Marie-Magdeleine. Han skapade även sju orkestersviter av vilka Måleriska scener (franska: Scénes pittoresques) och Bilder från Elsass (franska: Scénes Alsaciennes) ofta spelas.
1884 utkom operan Manon som gjorde Massenet till sin tids mest firade operakomponist i Frankrike. Sedan följde en rad operor, bland andra Le Cid 1885, Werther 1891 och Thaïs 1894.
Massenet var uppenbart eklektisk och har ofta växlat tonspråk, men ändå åstadkommit flera uppskattade verk.

## Verk
- Verklista för Jules Massenet